# Jan Kloboučník
Jan Kloboučník (5. prosince 1919 Kučeř – 22. října 1974 Praha) byl spisovatel, filmový dramaturg a redaktor. Je autorem libreta komiksu pro děti Cour a Courek, které psal až do své smrti. Byl šéfredaktorem časopisu Sluníčko.

## Život
Původním povoláním byl učitel, později se stal spisovatelem, filmovým dramaturgem a redaktorem různých časopisů. V roce 1948 podepsal prokomunistickou výzvu Kupředu, zpátky ni krok!, jež byla vydána dne 25. února 1948 pro podporu komunistického převratu. V březnu 1948 byl členem výboru, který zakládal  odbor mladých spisovatelů při Syndikátu českých spisovatelů. V listopadu 1948 se stal členem Ústřední dramaturgie a vedoucím 7. tvůrčího kolektivu na Barrandově. O měsíc později se stal členem poradního sboru pro film ve Svazu zaměstnanců umělecké a kulturní služby (22. svaz ROH). Od září 1951 se stal na Barrandově předsedou 8. dílčí organizace KSČ a současně byl ze scenáristického oddělení Československého státního filmu propuštěn. Jako spisovatel byl jedním z porotců, který hodnotil v roce 1950 na Dobříši práce začínajících spisovatelů v rámci akce Pracující do literatury. Účelem akce bylo vyhledávání nových talentů pro „vybudování nové socialistické literatury“.

## Dílo

### Novinář
Působil v různých periodikách, např.:
- Pro časopis Lidová kultura (1945–1950) psal fejetony, prózy a o literárních osobnostech. Týdeník Lidová kultura byl tištěn nakladatelstvím ROH pro Jednotná zemědělská družstva k podpoře zájmů „pracujícího lidu“.[6]
- Opakovaně přispíval do Literárních novin[7]
- Od roku 1969 psal scénáře komiksového seriálu, kresleného Adolfem Bornem, s názvem Cour a Courek

### Knižní vydání
- Deštivé léto (prvotina z vesnického prostředí, vydal Antonín Dědourek 1946),[8]
- Bohumil Kubišta čili Boj s konvencí (Družstvo Dílo přátelství umění a knih 1946),
- Návrat (Mladá fronta 1953, il. Oldřich Oplt a SNDK 1958),[9]
- Utopený zetor (příběh tří pionýrů, SNDK 1961, il. Karel Franta),[10]
- Josef Vaňas živ a zdráv (humoristický román o združstevňování, Krajské nakladatelství České Budějovice 1962, il. Karel Valter),[11]
- Cesta do zahrady divů (Mladá fronta 1963, il. Marcel Stecker),[12]
- V zahradě divů (SZN 1964),
- Libreto komiksu Cour a Courek, výtvarník Adolf Born, textové stránky seriálu se po jeho smrti ujal Svatopluk Hrnčíř, (Sluníčko 1969–1974)

### Filmografie
Byl autorem námětu a scénáře filmu Žízeň (1949, režie Václav Kubásek). Spolupodílel se na výrobě filmu Malý partyzán (premiéra 1951), stejným způsobem spolupracoval na tvorbě filmu Cesta ke štěstí (1951), kde hlavní roli traktoristky Vlasty hrála Jiřina Švorcová.